# Prostki
Prostki (Prostken fino al 1945) è un comune rurale polacco del distretto di Ełk, nel voivodato della Varmia-Masuria.
Ricopre una superficie di 230,47 km² e nel 2004 contava 7 509 abitanti.
Comunità urbane e rurali:
| Nome polacco   | Nome tedesco (fino al 1945)   | Nome polacco   | Nome tedesco (fino al 1945)      | Nome polacco    | Nome tedesco (fino al 1945)      |
| -------------- | ----------------------------- | -------------- | -------------------------------- | --------------- | -------------------------------- |
| Bobry          | Bobern                        | Jebramki       | Jebrammen 1938-45 Bachort        | Nowaki          | Nowaken 1938-45 Brüderfelde      |
| Bogusze        |                               | Katarzynowo    | Katrinowen 1938-45 Katrinfelde   | Olszewo         | Olschöwen 1938-45 Frauenfließ    |
| Borki          | Borken                        | Kibisy         |                                  | Ostrykół        | Ostrokollen 1938-45 Scharfenrade |
| Bzury          | Bzurren 1938-45 Surren        | Kobylin        | Kobylinnen 1938-45 Kobilinnen    | Popowo          | Popowen 1938-45 Wittingen        |
| Ciernie        | Czernien 1929-45 Dorntal      | Kopijki        | Goldenau                         | Prostki         | Prostken                         |
| Cisy           | Cziessen 1908-45 Seeheim      | Kosinowo       | Andreaswalde                     | Różyńsk Wielki  | Rosinsko 1938-45 Rosenheide      |
| Czyprki        | Czyprken 1928-45 Freiort      | Krupin         | Krupinnen 1938-45 Kleinwittingen | Sokółki         | Sokolken 1938-45 Stahnken        |
| Dąbrowskie     | Dombrowsken 1927-45 Eichensee | Krzywe         | Krzywen 1907-45 Rundfließ        | Sołtmany        | Soltmahnen                       |
| Długochorzele  | Langsee                       | Krzywińskie    | Krzywinsken 1938-45 Heldenhöh    | Taczki          | Tatzken                          |
| Długosze       | Dlugossen 1938-45 Langheide   | Kurczątki      | Kurziontken 1938-45 Seeland      | Wiśniowo Ełckie | Wischniewen 1938-45 Kölmersdorf  |
| Dybówko        | Amerika                       | Lipińskie Małe | Lipinsken 1935-45 Seebrücken     | Wojtele         | Woytellen 1938-45 Woiten         |
| Dybowo         | Diebowen 1938-45 Diebauen     | Marchewki      | Marchewken 1926-45 Bergfelde     | Zawady-Tworki   | Sawadden 1938-45 Grenzwacht      |
| Glinki         | Glinken                       | Miechowo       | Miechowen 1938-45 Niederhorst    | Żelazki         | Zielasken 1938-45 Schelasken     |
| Gorczyce       | Gorczitzen 1928-45 Deumenrode | Miłusze        | Mylussen 1938-45 Milussen        |                 |                                  |
| Guty Rożyńskie | Gutten                        | Niedźwiedzkie  | Niedzwetzken 1936-45 Wiesengrund |                 |                                  |